# Йохан Крик
Йохан Кристиан Крик (на английски: Johan Christiaan Kriek) е южноафрикански, впоследствие и американски тенисист. 

## Биография
Йохан Кристиан Крик е роден на 5 април 1958 г. в Понгола, ЮАР. Става натурализиран американски гражданин през август 1982 г. Той живее в Палм Бийч Гардънс, Флорида със съпругата си Дага и децата си Каролина и Кристиан.

## Кариера
Йохан Крик печели две титли на Откритото първенство на Австралия и достига до полуфинал на Откритото първенство на Франция и Откритото първенство на САЩ, както и четвъртфинал на Уимбълдън. Крик печели 14 професионални титли на сингъл и осем на двойки, достига най-високо класиране на сингъл в света, като номер 7, през септември 1984 г.

## Кариерна статистика

#### Титли на турнири отГолям шлем(2)
| година | турнир       | съперник    | резултат                     |
| ------ | ------------ | ----------- | ---------------------------- |
| 1981   | ОП Австралия | Стив Дентън | 6–2, 7–6(7–1), 6–7(1–7), 6–4 |
| 1982   | ОП Австралия | Стив Дентън | 6–3, 6–3, 6–2                |